# Confession de La Rochelle

La Confessio Gallicana ou Confession de La Rochelle est la première confession de foi des Églises réformées en France. Adoptée au premier Synode national de ces Églises, à Paris en 1559, elle a été ratifiée également par celles du Béarn et de Genève lors du VIIe Synode national, tenu à La Rochelle en 1571, d'où elle tire son nom.
Elle reste l'un des écrits symboliques les plus connus de cette branche du protestantisme. La déclaration de foi de l'Église réformée de France, datant de 1938, y fait référence, ainsi que la précédente de 1872, demeurée celle des Églises réformées évangéliques.